# Bracia Pâris

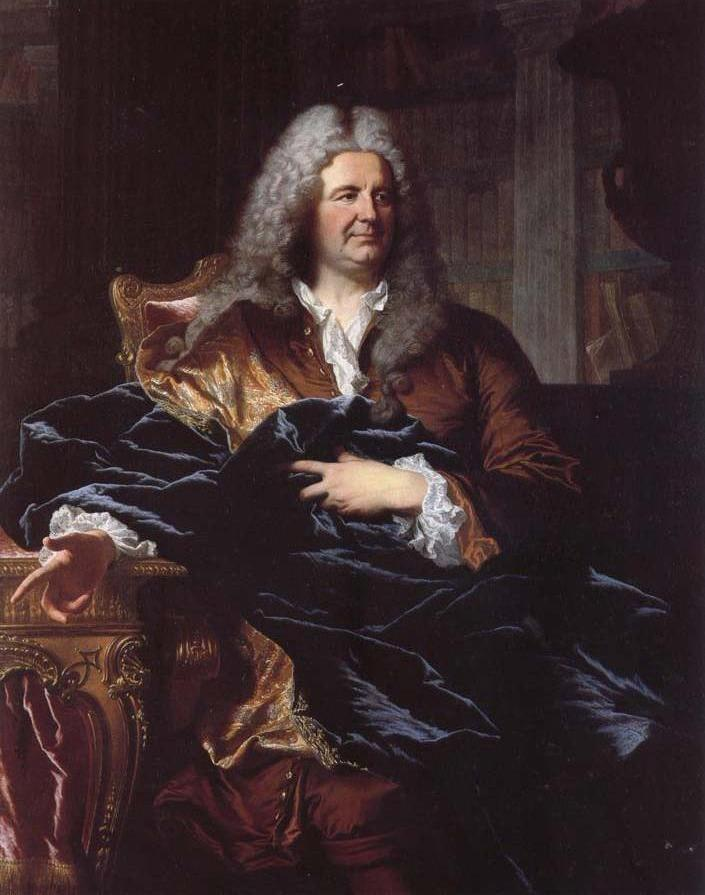
Antoine Pâris (1668-1733)

Bracia Pâris – rodzina potężnych i wpływowych finansistów we Francji w pierwszej połowie XVIII wieku. Uczestniczyli w systemie ekonomicznym, który wymyślił Szkot John Law. Do rodu należeli:
- Antoine Pâris (1668-1733),
- Claude Pâris (1670-1745),
- Joseph Pâris zwany Duverney (1684-1770),
- Jean Pâris zwany de Montmartel (1690-1766).